# Эра вещества
Э́ра вещества́ — часть истории Вселенной, продолжается сейчас. Началась через 800 млн лет после Большого взрыва. Перед ней была реионизация. Около 2.7 млрд лет назад закончилась реионизация первичного гелия. Образование межзвёздного облака, давшего начало Солнечной системе. Образование Земли и других планет нашей Солнечной системы, затвердевание пород.

### Формирование планет
Ясности в том, какие процессы идут при формировании планет и какие из них доминируют, до сих пор нет. Обобщая наблюдательные данные, можно утверждать лишь то, что:
- Они образуются ещё до момента рассеяния протопланетного диска.
- Значительную роль в формировании играет аккреция.
- Обогащение тяжёлыми химическими элементами идёт за счёт планетезималей.

Таким образом, отправная точка всех рассуждений о пути формирования планет — газопылевой (протопланетный) диск вокруг формирующейся звезды. Сценариев, как из него получились планеты, существует два типа:
1. Доминирующий на данный момент — аккреционный. Предполагает формирования из первоначальных планетозималей.
2. Второй полагает, что планеты сформировались из первоначальных «сгущений», впоследствии сколлапсировавших.

Окончательно формирование планеты прекращается, когда в молодой звезде зажигаются ядерные реакции и она рассеивает протопланетный диск, за счёт давления солнечного ветра, эффекта Пойнтинга — Робертсона и прочих.

#### Аккреционный сценарий
Вначале из пыли образуются первые планетозимали. Существует две гипотезы как это происходит:
- Одна утверждает, что они растут из-за парного столкновения очень маленьких тел.
- Вторая, что планетозимали формируются в ходе гравитационного коллапса в средней части протопланетного газопылевого диска.

По мере роста возникают доминирующие планетозимали, которые впоследствии станут протопланетами. Расчёт темпов их роста довольно разнообразен. Однако базой для них служат уравнение Сафронова:
{\displaystyle {\frac {dM}{dt}}=\pi R^{2}F_{G}\Sigma _{p}{\sqrt {\frac {GM_{*}}{a^{3}}}}},
где R — размер тела, a — радиус его орбиты, M* — масса звезды, Σp — поверхностная плотность планетозимальной области, а FG — так называемый параметр фокусировки, ключевой в данном уравнении, для различных ситуаций он определяется по-своему. Расти такие тела могут не до бесконечности, а ровно до того момента пока есть небольшие планетозимали в их окрестностях, пограничная масса (так называемой массой изоляции) при этом получается:
{\displaystyle M={\frac {{\sqrt {M}}(4\pi a^{3}\Sigma _{p})^{\frac {3}{2}}}{3M_{*}}}}
В типичных условиях она варьирует от 0,01 до 0,1 M⊕ — это уже является протопланетой. Дальнейшее развитие протопланеты может следовать по следующим сценариям, один из которых приводит к образованию планет с твердой поверхностью, другой — к газовым гигантам.
В первом случае, тела с изолированной массой тем или иным образом увеличивают эксцентриситет и их орбиты пересекаются. В ходе череды поглощений более мелких протопланет образуются планеты подобные Земле.
Планета-гигант может образоваться если вокруг протопланеты останется много газа из протопланетного диска. Тогда в роли ведущего процесса дальнейшего приращения массы начинает выступать аккреция. Полная система уравнений описывающий данный процесс:
{\displaystyle {\frac {dr}{dm}}={\frac {1}{4\pi \rho r^{2}}}}(1)
{\displaystyle {\frac {dP}{dm}}=-{\frac {G(m+M_{core})}{4\pi r^{4}}}}(2)
{\displaystyle {\frac {dL}{dm}}=\epsilon -T{\frac {\partial S}{\partial t}}} (3)
{\displaystyle {\frac {dP}{dT}}=P(T)}
Смысл выписанных уравнений следующий (1) — предполагается сферическая симметрия и однородность протопланеты, (2) предполагается, что имеет место гидростатическое равновесие, (3) Нагрев идёт при столкновении с планетозималями, а охлаждение происходит только за счёт излучения. (4) — уравнения состояние газа.
Рост ядра будущей планеты-гиганта продолжается до M~10⊕{{Нет АИ|09|02|2011}}. Примерно на этом этапе гидростатическое равновесие нарушается. С этого момента весь аккрецирующий газ уходит на формирование атмосферы планеты-гиганта.

#### Трудности аккреционного сценария
Первые же трудности возникают в механизмах формирования планетозималей. Общей проблемой для обеих гипотез является проблема «метрового барьера»: любое тело в газовом диске постепенно сокращает радиус своей орбиты, и на определённом расстоянии просто сгорит. Для тел размером порядка одного метра, скорость подобного дрейфа наибольшая, а характерное время гораздо меньше необходимого, чтобы планетозималь значительно увеличила свой размер.
Кроме того, в гипотезе слияния метровые планетозимали при столкновении скорее разрушатся на многочисленные мелкие части, нежели образуют единое тело.
Для гипотезы формирования планетозималей в ходе фрагментации диска, классической проблемой была турбулентность. Однако, возможное её решение, а заодно и проблемы метрового барьера, было получено в недавних работах. Если в ранних попытках решений основной проблемой являлась турбулентность, то в новом подходе этой проблемы нет как таковой. Турбулентность может сгруппировать плотные твёрдые частицы, а вместе с потоковой неустойчивостью возможно образование гравитационно-связанного кластера, за время гораздо меньшее, чем время дрейфа к звезде метровых планетозималей.
Вторая проблема — это сам механизм роста массы:
1. Наблюдаемое распределение размеров в поясе астероидов невозможно воспроизвести в данном сценарии[4]. Скорее всего, первоначальные размеры плотных объектов 10-100 км. Но это значит, что средняя скорость планетозималей снижается, а значит, снижается скорость формирования ядер. И для планет-гигантов это становится проблемой: ядро не успевает сформироваться до того, как протопланетный диск рассеется.
2. Время роста массы сравнимо с масштабом некоторых динамических эффектов, способных повлиять на темпы роста. Однако произвести достоверные расчёты на данный момент не предоставляется возможным: одна планета с околоземной массой должна содержать не менее 108 планетозималей.

#### Сценарий гравитационного коллапса
Как и в любом самогравитирующем объекте, в протопланетном диске могут развиваться нестабильности. Впервые эту возможность рассмотрел Тумре (Toomre) в 1981 году. Оказалось, что диск начинает распадаться на отдельные кольца если
{\displaystyle Q={\frac {c_{s}k}{\pi G\Sigma }}<1}
где cs — скорость звука в протопланетном диске, k — эпициклическая частота.
Сегодня параметр Q носит название «параметр Тумре», а сам сценарий называется неусточивостью Тумре.
Время, за которое диск будет разрушен, сравнимо со временем охлаждения диска и высчитывается сходным собразом со временем Гельм-Гольца для звезды.

#### Трудности сценария гравитационного коллапса
Требуется сверхмассивный протопланетный диск.

### Возникновение жизни
Возникновение жизни или абиогенез — процесс превращения неживой природы в живую.
В узком смысле слова под абиогенезом понимают образование органических соединений, распространённых в живой природе, вне организма без участия ферментов.

### Формирование и эволюция Солнечной системы
Согласно современным представлениям, формирование Солнечной системы началось около 4,6 млрд лет назад с гравитационного коллапса небольшой части гигантского межзвёздного молекулярного облака. Большая часть вещества оказалась в гравитационном центре коллапса с последующим образованием звезды — Солнца. Вещество, не попавшее в центр, сформировало вращающийся вокруг него протопланетный диск, из которого в дальнейшем сформировались планеты, их спутники, астероиды и другие малые тела Солнечной системы.

#### Формирование Солнечной системы
Гипотеза об образовании Солнечной системы из газопылевого облака — небулярная гипотеза — первоначально была предложена в XVIII веке Эммануилом Сведенборгом, Иммануилом Кантом и Пьером-Симоном Лапласом. В дальнейшем её развитие происходило с участием множества научных дисциплин, в том числе астрономии, физики, геологии и планетологии. С началом космической эры в 1950-х годах, а также с открытием в 1990-х годах планет за пределами Солнечной системы (экзопланет), эта модель подверглась многократным проверкам и улучшениям для объяснения новых данных и наблюдений.
Согласно общепринятой в настоящее время гипотезе, формирование Солнечной системы началось около 4,6 млрд лет назад с гравитационного коллапса небольшой части гигантского межзвёздного газопылевого облака. В общих чертах, этот процесс можно описать следующим образом:
- Спусковым механизмом гравитационного коллапса стало небольшое (спонтанное) уплотнение вещества газопылевого облака (возможными причинами чего могли стать как естественная динамика облака, так и прохождение сквозь вещество облака ударной волны от взрыва сверхновой, и др.), которое стало центром гравитационного притяжения для окружающего вещества — центром гравитационного коллапса. Облако уже содержало не только первичные водород и гелий, но и многочисленные тяжёлые элементы (Металличность), оставшиеся после звёзд предыдущих поколений. Кроме того, коллапсирующее облако обладало некоторым начальным угловым моментом.
- В процессе гравитационного сжатия размеры газопылевого облака уменьшались и, в силу закона сохранения углового момента, росла скорость вращения облака. Из-за вращения скорости сжатия облака параллельно и перпендикулярно оси вращения различались, что привело к уплощению облака и формированию характерного диска.
- Как следствие сжатия росла плотность и интенсивность столкновений друг с другом частиц вещества, в результате чего температура вещества непрерывно возрастала по мере сжатия. Наиболее сильно нагревались центральные области диска.
- При достижении температуры в несколько тысяч кельвинов, центральная область диска начала светиться — сформировалась протозвезда. Вещество облака продолжало падать на протозвезду, увеличивая давление и температуру в центре. Внешние же области диска оставались относительно холодными. За счёт гидродинамических неустойчивостей, в них стали развиваться отдельные уплотнения, ставшие локальными гравитационными центрами формирования планет из вещества протопланетного диска.
- Когда температура в центре протозвезды достигла миллионов кельвинов, в центральной области началась термоядерная реакция горения водорода. Протозвезда превратилась в обычную звезду главной последовательности. Во внешней области диска крупные сгущения образовали планеты, вращающиеся вокруг центрального светила примерно в одной плоскости и в одном направлении.

#### Последующая эволюция
Раньше считалось, что все планеты сформировались приблизительно на тех орбитах, где находятся сейчас, однако в конце XX — начале XXI века эта точка зрения радикально изменилась. Сейчас считается, что на заре своего существования Солнечная система выглядела совсем не так, как она выглядит сейчас. По современным представлениям, внешняя Солнечная Система была гораздо компактнее по размеру чем сейчас, пояс Койпера был гораздо ближе к Солнцу, а во внутренней Солнечной системе помимо доживших до настоящего времени небесных тел существовали и другие объекты, по размеру не меньшие чем Меркурий.

##### Планеты земного типа
В конце эпохи формирования планет внутренняя Солнечная система была населена 50-100 протопланетами с размерами, варьирующимися от лунного до марсианского. Дальнейший рост размеров небесных тел был обусловлен столкновениями и слияниями этих протопланет между собой. Так, например, в результате одного из столкновений Меркурий лишился большей части своей мантии, в то время как в результате другого был рождён спутник Земли Луна. Эта фаза столкновений продолжалась около 100 миллионов лет до тех пор, пока на орбитах не осталось 4 массивных небесных тела известных сейчас.
Одной из нерешённых проблем данной модели является тот факт, что она не может объяснить, как начальные орбиты протопланетных объектов, которые должны были обладать высоким эксцентриситетом, чтобы сталкиваться между собой, смогли в результате породить стабильные и близкие к круговым орбиты оставшихся четырёх планет. По одной из гипотез, эти планеты были сформированы в то время, когда межпланетное пространство ещё содержало значительное количество газо-пылевого материала, который за счёт трения снизил энергию планет и сделал их орбиты более гладкими. Однако этот же самый газ должен был предотвратить возникновение большой вытянутости в первоначальных орбитах протопланет. Другая гипотеза предполагает, что коррекция орбит внутренних планет произошла не за счёт взаимодействия с газом, а за счёт взаимодействия с оставшимися более мелкими телами системы. По мере прохождения крупных тел сквозь облако мелких объектов последние из-за гравитационного влияния стягивались в регионы с более высокой плотностью, и создавали таким образом «гравитационные гребни» на пути прохождения крупных планет. Увеличивающееся гравитационное влияние этих «гребней», согласно этой гипотезе, заставляло планеты замедляться и выходить на более округлую орбиту.

##### Пояс астероидов
Внешняя граница внутренней Солнечной системы располагается между 2 и 4 а. е. от Солнца и представляет собой пояс астероидов. Изначально астероидный пояс содержал достаточное количество материи, чтобы сформировать 2-3 планеты размером с Землю. Эта область содержала большое количество планетозималей, которые слипались между собой, образуя всё более крупные объекты. В результате этих слияний в поясе астероидов сформировалось около 20-30 протопланет с размерами от лунного до марсианского. Однако начиная с того времени, когда в относительной близости от пояса сформировалась планета Юпитер, эволюция этой области пошла по другому пути. Мощные орбитальные резонансы с Юпитером и Сатурном, а также гравитационные взаимодействия с более массивными протопланетами этой области разрушали уже сформированные планетозимали. Попадая в область действия резонанса при прохождении поблизости планеты-гиганта планетозимали получали дополнительное ускорение, врезались в соседние небесные тела и дробились вместо того чтобы плавно сливаться.
По мере миграции Юпитера к центру системы возникающие возмущения имели всё более выраженный характер. В результате этих резонансов планетозимали меняли эксцентриситет и наклонение своих орбит и даже выбрасывались за пределы астероидного пояса. Некоторые из массивных протопланет также были выброшены Юпитером за пределы пояса астероидов, в то время как другие протопланеты, вероятно, мигрировали во внутреннюю Солнечную систему, где сыграли финальную роль в увеличении массы нескольких оставшихся планет земного типа. В течение этого периода истощения влияние планет-гигантов и массивных протопланет заставило астероидный пояс «похудеть» до всего лишь 1 % от Земной массы, которую составляли в основном маленькие планетозимали. Однако эта величина в 10-20 раз больше современного значения массы астероидного пояса, которая теперь составляет 1/2000 массы Земли. Считается, что второй период истощения, который и привёл массу астероидного пояса к текущим значениям, наступил, когда Юпитер и Сатурн вошли в орбитальный резонанс 2:1.
Вполне вероятно, что период гигантских столкновений в истории внутренней Солнечной системы сыграл важную роль в получении Землёй её запасов воды (~6⋅1021 кг). Дело в том, что вода — слишком летучее вещество, чтобы возникнуть естественным образом во время формирования Земли. Скорее всего она была занесена на Землю из внешних, более холодных областей Солнечной системы. Возможно именно протопланеты и планетозимали, выброшенные Юпитером за пределы астероидного пояса, занесли воду на Землю. Другими кандидатами на роль главных доставщиков воды являются также кометы главного пояса астероидов, обнаруженные в 2006 году, в то время как кометы из пояса Койпера и из других отдалённых областей предположительно занесли на Землю не более 6 % воды.

##### Планетная миграция
В соответствии с небулярной гипотезой, две внешние планеты Солнечной системы находятся в «неправильном» месте. Уран и Нептун, «ледяные гиганты» Солнечной системы, располагаются в области, где пониженная плотность вещества туманности и длительные орбитальные периоды делали формирование таких планет весьма маловероятным событием. Считается, что эти две планеты изначально сформировались на орбитах вблизи Юпитера и Сатурна, где имелось гораздо больше строительного материала, и только спустя сотни миллионов лет мигрировали на свои современные позиции.
Планетная миграция в состоянии объяснить существование и свойства внешних регионов Солнечной системы. За Нептуном Солнечная система содержит пояс Койпера, рассеянный диск и облако Оорта, представляющие собой рассеянные скопления маленьких ледяных тел и дающие начало большинству наблюдаемых в Солнечной системе комет. Сейчас пояс Койпера располагается на расстоянии 30-55 а. е. от Солнца, рассеянный диск начинается в 100 а. е. от Солнца, а облако Оорта — в 50000 а. е. от центрального светила. Однако в прошлом пояс Койпера был гораздо плотнее и ближе к Солнцу. Его внешний край находился примерно в 30 а. е. от Солнца, в то время как его внутренний край располагался непосредственно за орбитами Урана и Нептуна, которые в свою очередь были также ближе к Солнцу (приблизительно 15-20 а. е.) и, кроме того, располагались в противоположном порядке: Уран был дальше от Солнца чем Нептун.
После формирования Солнечной системы орбиты всех планет-гигантов продолжали медленно изменяться под влиянием взаимодействий с большим количеством оставшихся планетозималей. Спустя 500—600 миллионов лет (4 миллиарда лет назад) Юпитер и Сатурн вошли в орбитальный резонанс 2:1; Сатурн совершал один оборот вокруг Солнца в точности за то время, за которое Юпитер совершал 2 оборота. Этот резонанс создал гравитационное давление на внешние планеты, вследствие чего Нептун вырвался за пределы орбиты Урана и врезался в древний пояс Койпера. По этой же причине планеты стали отбрасывать окружающие их ледяные планетозимали вовнутрь Солнечной системы, в то время как сами стали отдаляться вовне. Этот процесс продолжался аналогичным образом: под действием резонанса планетозимали выбрасывались вовнутрь системы каждой последующей планетой, которую они встречали на своём пути, а орбиты самих планет отдалялись все дальше. Этот процесс продолжался до тех пор, пока планетозимали не вошли в зону непосредственного влияния Юпитера, после чего огромная гравитация этой планеты отправила их на высокоэллиптические орбиты или даже выбросила их за пределы Солнечной системы. Эта работа в свою очередь слегка сдвинула орбиту Юпитера вовнутрь. Объекты, выброшенные Юпитером на высокоэллиптические орбиты, сформировали облако Оорта, а тела, выброшенные мигрирующим Нептуном, сформировали современный пояс Койпера и рассеянный диск. Данный сценарий объясняет, почему рассеянный диск и пояс Койпера имеют малую массу. Некоторые из катапультированных объектов, включая Плутон, со временем вошли в гравитационный резонанс с орбитой Нептуна. Постепенно трение с рассеянным диском сделало орбиты Нептуна и Урана вновь гладкими.
Считается, что в отличие от внешних планет внутренние тела системы не претерпевали значительных миграций, поскольку после периода гигантских столкновений их орбиты оставались стабильными.

##### Поздняя тяжёлая бомбардировка
Гравитационное разрушение древнего астероидного пояса, вероятно, положило начало периоду тяжёлой бомбардировки, происходившему около 4 миллиардов лет назад, через 500—600 миллионов лет после формирования Солнечной системы. Этот период длился несколько сотен миллионов лет и его последствия видны до сих пор на поверхности геологически неактивных тел Солнечной системы, таких как Луна или Меркурий, в виде многочисленных кратеров ударного происхождения. А самое древнее свидетельство жизни на Земле датируется 3,8 миллиардами лет назад — почти сразу после окончания периода поздней тяжёлой бомбардировки.
Гигантские столкновения являются нормальной (хоть и редкой в последнее время) частью эволюции Солнечной системы. Доказательствами этого служат столкновение кометы Шумейкера—Леви с Юпитером в 1994, падение на Юпитер небесного тела в 2009 и метеоритный кратер в Аризоне. Это говорит о том, что процесс аккреции в Солнечной системе ещё не закончен, и, следовательно, представляет опасность для жизни на Земле.

##### Формирование спутников
Естественные спутники образовались у большинства планет Солнечной системы, а также у многих других тел. Различают три основных механизма их формирования:
- формирование из околопланетного диска (в случае газовых гигантов)
- формирование из осколков столкновения (в случае достаточно крупного столкновения под малым углом)
- захват пролетающего объекта

Юпитер и Сатурн имеют много спутников, таких как Ио, Европа, Ганимед и Титан, которые, вероятно, сформировались из дисков вокруг этих планет-гигантов по тому же принципу, как и сами эти планеты сформировались из диска вокруг молодого Солнца. На это указывают их большие размеры и близость к планете. Эти свойства невозможны для спутников, приобретённых путём захвата, а газообразная структура планет делает невозможной и гипотезу формирования лун путём столкновения планеты с другим телом.

## История Земли
История Земли описывает наиболее важные события и основные этапы развития планеты Земля с момента её образования и до наших дней. Почти все отрасли естествознания внесли свой вклад в понимание основных событий прошлого Земли. Возраст Земли составляет примерно треть возраста Вселенной. В этот промежуток времени произошло огромное количество биологических и геологических изменений.
Земля сформировалась около 4,54 млрд лет назад за счёт аккреции из солнечной туманности. Вулканическая дегазация создала первичную атмосферу, но в ней почти не было кислорода и она была бы токсичной для людей и современной жизни в целом. Большая часть Земли была расплавленной из-за активного вулканизма и частых столкновений с другими космическими объектами. Одно из таких крупных столкновений, как полагают, привело к наклону земной оси и формированию Луны. Со временем такие космические бомбардировки прекратились, что позволило планете остыть и образовать твердую кору. Доставленная на планету кометами и астероидами вода сконденсировалась в облака и океаны. Земля стала, наконец, гостеприимной для жизни, а самые ранние её формы обогатили атмосферу кислородом. По крайней мере первый миллиард лет жизнь на Земле имела малые и микроскопические формы. Около 580 миллионов лет назад возникла сложная многоклеточная жизнь, а во время кембрийского периода она пережила процесс быстрой диверсификации в большинство основных типов. Около шести миллионов лет назад от гоминидов отделилась линия гоминини, что привело к появлению шимпанзе (наших ближайших родственников), и в дальнейшем к современному человеку.
С момента её формирования на нашей планете постоянно происходят биологические и геологические изменения. Организмы непрерывно развиваются, принимают новые формы или вымирают в ответ на постоянно меняющуюся планету. Процесс тектоники плит играет важную роль в формировании океанов и континентов Земли, а также жизни, которой они дают убежище. Биосфера, в свою очередь, оказала значительное влияние на атмосферу и других абиотические условия на планете, такие, как образование озонового слоя, распространение кислорода, а также создание почвы. Хотя люди не способны воспринимать это в связи с их относительно коротким периодом жизни, эти изменения продолжаются и будут продолжаться в течение следующих нескольких миллиардов лет.

#### Архей
Архейский эон, архей (др.-греч. ἀρχαῖος — древний) — один из четырёх эонов истории Земли, охватывающий время от 4,0 до 2,5 млрд лет назад.
Термин «архей» предложил в 1872 году американский геолог Джеймс Дана.
Архей разделён на четыре эры (от наиболее поздней до наиболее ранней):
- Неоархей,
- Мезоархей,
- Палеоархей,
- Эоархей.

В это время на Земле ещё не было кислородной атмосферы, но появились первые анаэробные организмы, которые сформировали многие ныне существующие залежи полезных ископаемых: серы, графита, железа и никеля.
В раннем архее атмосфера и гидросфера, по-видимому, представляли смешанную парогазовую массу, которая мощным и плотным слоем окутывала всю планету. Проницаемость её для солнечных лучей была очень слабая, поэтому на поверхности Земли царил мрак. Парогазовая оболочка состояла из паров воды и некоторого количества кислых дымов. Ей была присуща высокая химическая активность, вследствие чего она активно воздействовала на базальтовую поверхность Земли. Горный ландшафт, равно как и глубокие впадины на Земле отсутствовали. В эпоху архея происходила дифференциация парогазовой оболочки на атмосферу и гидросферу. Архейский океан был мелким, а воды его представляли крепкий и очень кислый солевой раствор.

#### Протерозой
Протерозойский эон, протерозой (греч. πρότερος — первый, старший, греч. ζωή — жизнь) — геологический эон, охватывающий период от 2500 до 541,0 ± 1,0 млн лет назад. Пришёл на смену архею.
Протерозойский эон — самый длительный в истории Земли.

#### Палеозой
Палеозойская эра (что означает: эпоха старых форм жизни) была первой и самой длинной эрой фанерозоя, длившейся с 542 до 251 млн лет. Во время палеозоя появились многие современные группы живых существ. Жизнь колонизировала землю, сначала растения, затем животные. Жизнь обычно развивалась медленно. Порой, однако, есть внезапное появление новых видов или массовые вымирания. Эти всплески эволюции часто вызванные неожиданными изменениями в окружающей среде в результате стихийных бедствий, таких как вулканическая деятельность, удары метеоритов или изменение климата.
Континенты, сформировавшиеся после распада континентов Паннотия и Родиния в конце протерозоя, снова медленно собираются вместе в течение палеозоя. Это в конечном итоге приведёт к фазами горообразования, и создаст суперконтинент Пангея в конце палеозоя.

#### Мезозой
Мезозой («средняя жизнь») продолжался с 251 млн до 65,5 млн лет. Он подразделяется на триасовый, юрский и меловой периоды. Эпоха началась с пермско-триасового вымирания, самого масштабного случая массового вымирания в палеонтологической летописи, 95 % видов на Земле вымерли, а закончилась тем, что произошло мел-палеогеновое вымирание, уничтожевшее динозавров. Пермско-триасовое вымирание, возможно, было вызвано совокупностью извержения сибирских траппов, столкновения с астероидом, газификации гидрата метана, колебания уровня моря, резкого уменьшения содержания кислорода в океане. Жизнь сохранилась, и около 230 млн лет назад динозавры отделились от своих предков. Триасово-юрское вымирание 200 млн лет назад обошло динозавров, и вскоре они стали доминирующей группой среди позвоночных. И хотя в этот период появились первые млекопитающие, вероятно они были мелкими и примитивными животными, напоминающими землероек:169.
Примерно 180 млн лет назад Пангея распалась на Лавразию и Гондвану. Граница между птичьими и нептичьими динозаврами не ясна, тем не менее археоптерикс, который традиционно считается одной из первых птиц, жил около 150 млн лет назад. Самые ранние свидетельства появления цветковых (покрытосеменных) растений относятся к меловому периоду, около 20 миллионов лет спустя (132 млн лет назад). Конкуренция с птицами привела многих птерозавров к вымиранию, и динозавры, вероятно, были уже в состоянии упадка, когда 65 млн лет назад, 10-километровый астероид столкнулся с Землёй недалеко от полуострова Юкатан, где сейчас находится кратер Чиксулуб. В результате этого столкновения в атмосферу было выброшено огромное количество твердых частиц и газов, преградив доступ солнечному свету и препятствуя фотосинтезу. Большинство крупных животных, в том числе динозавры, а также а также морские аммониты и белемниты, вымерли, обозначив конец мелового периода и мезозойской эры.

#### Кайнозой
Кайнозойская эра началась в 65,6 млн лет и подразделяется на палеоген, неоген и четвертичный период. Млекопитающие и птицы смогли выжить во время мел-палеогенового вымирания, которое уничтожило динозавров и многие другие формы жизни, и это эпоха, в которой они развились в их современные виды.

##### Развитие млекопитающих
Млекопитающие существовали с позднего триаса, но до мел-палеогенового вымирания они оставались малыми и примитивными. В кайнозое разнообразие млекопитающих быстро увеличилось, чтобы заполнить ниши, оставленные динозаврами и другими вымершими животными. Они стали доминирующими позвоночными животными, появились многие современные виды. Из-за вымирания многих морских рептилий, некоторые млекопитающие начали жить в океанах, например китообразные и ластоногие. Другие стали кошачьими и псовыми, быстрыми и ловкими сухопутными хищниками. Засушливый глобальный климат в кайнозое привёл к расширению пастбищ и появлению копытных млекопитающих, таких как лошади и полорогие. Другие млекопитающие, приспособились к жизни на деревьях и стали приматами, одна линия которых приведёт к современным людям.

##### Эволюция человека
Небольшая африканская обезьяна, жившая около 6 млн лет назад, была последним животным, потомки которой будут включать в себя как современных людей, так и их ближайших родственников, шимпанзе.:100–101 Только две ветви её семейного древа имеют выживших потомков. Вскоре после раскола, по причинам, которые до сих пор неясны, обезьяны из одной ветви развили способность ходить на задних конечностях.:95–99 Размер мозга быстро увеличился, и около 2 млн лет назад появились первые животные, отнесённые к роду Homo.:300 Конечно, грань между различными видами и даже родами несколько произвольна, так как организмы непрерывно изменяются на протяжении поколений. Примерно в то же время, другая ветвь раскололась на предков шимпанзе и предков бонобо, показывая, что эволюция продолжается одновременно во всех формах жизни.:100–101
Возможность контролировать огонь, вероятно, появилась у человека прямоходящего (или у человека работающего), по крайней мере 790 тыс. лет назад, но, возможно и 1,5 млн лет назад.:67 Открытие и использования контролируемого огня могло произойти даже до человека прямоходящего. Возможно огонь начали использовать в начале верхнего палеолита (олдувайская культура) гоминиды Homo habilis, или даже австралопитеки, такие как Paranthropus.
Труднее установить происхождение языка, неясно, мог ли человек прямоходящий говорить, или же такая возможность отсутствовала до появления человека разумного.:67 С увеличением размера мозга, дети стали рождаться раньше, до того, как их головы станут слишком большими, чтобы пройти через таз. В результате они проявляют большую пластичность, и, следовательно, обладают повышенной способностью к обучению и им требуется более длительный период зависимости от родителей. Социальные навыки стали более сложными, язык стал более утончённым, орудия более продуманными. Это привело к дальнейшему сотрудничеству и интеллектуальному развитию.:7 Современные люди (Homo sapiens), как полагают, появились около 200 тыс. лет назад или раньше в Африке; самые старые ископаемые датируются примерно 160 тыс. лет.
Первые люди, показавшие признаки духовности, были неандертальцы (как правило, они классифицируется как отдельный вид, не имеющий выживших потомков). Они хоронили своих умерших, часто без признаков пищи или орудий.:17 Однако свидетельства более сложных убеждений, такие как наскальные рисунки ранних кроманьонцев (возможно имеющие магическое или религиозное значение):17–19 не появятся ранее 32 тысячелетия до н. э. Кроманьонцы также оставили каменные фигурки, такие как Венера Виллендорфская, также, вероятно, означающие религиозные убеждения.:17–19 11 000 лет назад человек разумный достиг южной оконечности Южной Америки, последний из необитаемых континентов (кроме Антарктиды, которая оставалась неоткрытой до 1820 года). Продолжает улучшаться использование инструментов и коммуникаций, межличностные отношения стали более сложными.

#### Недавние события
Начиная с середины 1940-х годов и до сегодняшнего дня быстрыми темпами продолжаются изменения. Появились такие технологические разработки, как компьютеры, ядерное оружие, генная инженерия и нанотехнологии. Экономическая глобализация, вызванная достижениями в области коммуникационных и транспортных технологий, повлияла на повседневную жизнь во многих частях мира. Такие культурные и институциональные формы, как демократия, капитализм и охрана окружающей среды усилили своё влияние. Основные трудности и проблемы, такие как болезни, войны, бедность, насильственный радикализмом, а в последнее время вызванное человечеством изменением климата, поднялись с ростом населения мира.
В 1957 году Советский Союз запустил первый искусственный спутник на орбиту, и вскоре после этого, Юрий Гагарин стал первым человеком в космосе. Американец Нил Армстронг первым ступил на другой астрономический объект, Луну. Беспилотные зонды были направлены ко всем планетам в Солнечной системе, некоторые (например, Вояджер), покинули Солнечную систему. Советский Союз и Соединённые Штаты были первыми в освоении космоса в XX веке. Пять космических агентств, представляющих более чем пятнадцать стран, работали вместе, чтобы построить Международную космическую станцию. На её борту наблюдается непрерывное присутствие человека в космосе с 2000 года. В 1990-е годы была разработана World Wide Web и с тех пор зарекомендовала себя незаменимым источником информации во многих странах мира. В 2001 году начал свою работу сайт «Википедии», wiki-энциклопедии со свободно редактируемым и распространяемым содержимым (английский раздел).

## Комментарии
1. ↑  Причина, по которой Сатурн, Уран и Нептун двигались вовне, в то время как Юпитер двигался вовнутрь, состоит в том, что Юпитер достаточно массивен, чтобы выбрасывать планетозимали за пределы Солнечной системы, а эти три планеты — нет. Для того, чтобы выбросить планету за пределы системы, Юпитер передаёт ей часть своей орбитальной энергии, и следовательно, приближается к Солнцу. Когда Сатурн, Уран и Нептун выбрасывают планетозимали вовне, эти объекты выходят хоть и на высокоэллиптические, но всё же замкнутые орбиты, и таким образом, могут вернуться к возмущающим планетам и возместить им их потерянную энергию. Если же эти планеты выбрасывают планетозимали вовнутрь системы, то это увеличивает их энергию и заставляет их отдаляться от Солнца. И что ещё более важно, объект, выброшенный этими планетами вовнутрь, имеет больше шансов быть захваченным Юпитером и потом быть выброшенным за пределы системы, что навсегда закрепляет лишнюю энергию, полученную внешними планетами при «катапультировании» этого объекта.